# 大日本倉庫
大日本倉庫株式会社（だいにっぽんそうこ　英文表記:Dainippon Logistics Co, Ltd.）は、大阪府八尾市に本社を置く倉庫業、陸運業を行う企業である。

## 概要
江戸時代中期、河内木綿を取り扱う問屋として髙井徳平が創設した。その後、綿種油の製油業も開設し、中河内を中心に事業を展開する。
昭和のはじめ頃、現本社・八尾営業所の土地を取得する際、当初は製油工場の建設を予定していたが、旧国鉄線路沿いという輸送に適した土地であったため、当時の大日本帝国海軍の意向もあり、倉庫として開設した経緯がある。はじめは八尾倉庫として設立されたが、その後帝国海軍の軍事物資拠点となり、社名も大日本倉庫へと改名した。

## 事業所
- 本社・八尾営業所（農林水産省指定倉庫） - 大阪府八尾市安中町4丁目8番18号
- 大阪東営業所（広域物資拠点倉庫） - 大阪府八尾市楠根町4丁目1番4号

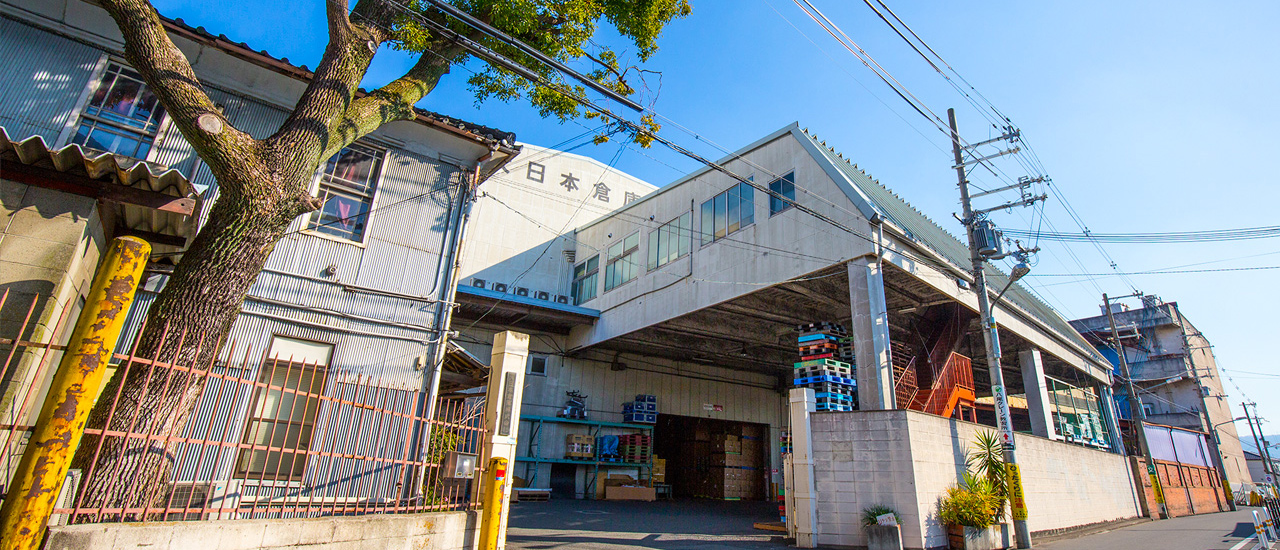
八尾営業所

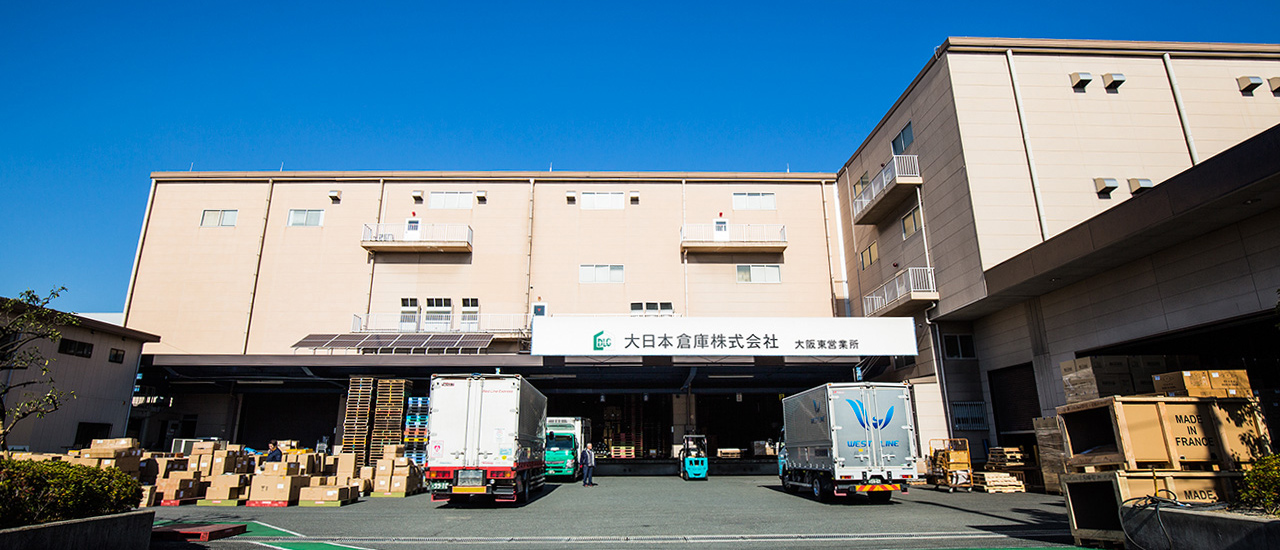
大阪東営業所

## 営業種目
- 普通倉庫業務
- 倉庫その他、設備の賃貸
- 倉庫荷役貨物取り扱いに関する業務全般
- 陸上運送業
- 土地建物の保有利用および賃貸借
- スポーツ施設の経営並びにスポーツ用品の販売
- 飲食店の経営並びに菓子製造販売

## 沿革
- 1935年（昭和10年）- 大阪府八尾市にて八尾倉庫株式会社として設立。
- 1944年（昭和19年）- 大日本倉庫株式会社に社名変更。
- 1951年（昭和26年）- 大阪市内に大阪営業所と第一倉庫を開設
- 1952年（昭和27年）- 大阪営業所に第二倉庫を増設
- 1965年（昭和40年）- 大阪営業所にF・H倉庫を増設
- 1968年（昭和43年）- 八尾営業所のF倉庫を建替え
- 1970年（昭和45年）- 八尾営業所のD倉庫を建替え
- 1974年（昭和49年）- 百済営業所と倉庫を開設
- 1980年（昭和55年）
  - 国鉄八尾駅からの鉄道貨物引き込み線[1]が廃止。
  - 大阪営業所の木造2階建て第一倉庫を解体し、鉄骨4階建ての倉庫を新設。同倉庫に3トンエレベーター及びコンベアーシステムを導入。

- 1988年（昭和63年）
  - 倉庫の一部を改装し、国鉄八尾駅前に駐輪場を開設。
  - 八尾営業所の木造A倉庫を解体し、鉄骨2階建て倉庫を新設。
  - 倉庫業のコンピュータシステム製作・管理のため、株式会社シー・ピー・クラネットを設立（共同出資）。

- 1991年（平成3年）- 八尾営業所の木造平屋倉庫4棟を解体し、鉄骨2階建て倉庫を新設。
- 2008年（平成20年）- 百済営業所を八尾営業所に統合。
- 2012年（平成24年）- 大阪営業所を移転、大阪東営業所として開設[2]。
- 2014年（平成26年）- 国土交通省より大阪東営業所が広域物資拠点施設に認定される。
- 2024年(令和6年) - ドーナツ部門・スポーツ部門を分社、株式会社PASSIO設立

## 関連事業
- トータルフィットネス パシオスポーツクラブ
- ミスタードーナツ（FC加盟）
- 株式会社シー・ピー・クラネット
- 株式会社PASSIO